# 反町くんには彼女がいない
『反町くんには彼女がいない』（そりまちくんにはかのじょがいない）は、有川祐による日本の漫画作品。
『月刊アフタヌーン』（講談社）にて連載された。全6巻。また本編の主要な登場人物と同名の「摂津くん」が主人公の『彼女とデート』を本連載終了後『コミックビーム』（エンターブレイン）にて連載された。単行本は全1巻。

## 内容
イイ男なのになぜか彼女のいない反町くんと個性豊かな仲間たちとの何気ない普通の日常生活…　なんだけど。。。

## 主な登場人物
反町くん
本編の主人公で、名前は徹也。友人たちからは「反町くん」もしくは「反町」と苗字で呼ばれる事が多い。
端正な顔立ちで背もかなり高く、声も高校一年生にしては大人びている。
さほど自己主張の強い性格ではなく、仲間内、クラス内でもあまり癖のある存在ではないため、物語の
主役になることは少ない。クラスの女子の間で鳥井との同性愛を噂されているが、まったくそのケはなく、
女性に恋をしたりする。

鳥井くん

摂津くん

剣人